# The Last Hour (film 1930)
The Last Hour è un film del 1930 diretto da Walter Forde.

## Produzione
Il film fu prodotto da Edward Sloman e da Archibald Nettlefold per la Nettlefold Films.

## Distribuzione
Distribuito dalla Butcher's Film Service e dalla Fisher Films, uscì nelle sale del Regno Unito il 25 luglio 1930.

### Date di uscita
- UK  25 luglio 1930